# El sonido de los tambores
El sonido de los tambores (The Sound of Drums) es el duodécimo episodio de la tercera temporada moderna de la serie británica de ciencia ficción Doctor Who, emitido originalmente el 23 de junio de 2007. Se trata de la segunda parte de una historia en tres episodios que comenzó con Utopía y concluyó con El último de los Señores del Tiempo.

## Argumento
Tras los eventos de Utopía, el Décimo Doctor, Jack Harkness y Martha Jones escapan de los Futuros utilizando el manipulador del vórtice de Jack para regresar al Londres del presente. Pronto averiguan que El Amo ha asumido la personalidad de Harold Saxon, y es el nuevo primer ministro de Gran Bretaña. El Amo ha creado una red telefónica llamada Arcángel con la que influenció subliminalmente a la población para que le votaran. Los tres escapan por poco de una bomba en el piso de Martha y descubren que la familia de Martha ha sido arrestada. El Amo se pone en contacto con ellos para presumir de su aparente victoria, mencionando que los Señores del Tiempo le resucitaron para luchar en la Guerra del Tiempo. El Amo voló hasta el fin del universo y se disfrazó de humano cuando la derrota le pareció inevitable. También les dice que ahora los tres son los criminales más buscados de Inglaterra y que les ha librado de cualquier tipo de ayuda, incluyendo el mandar a Torchwood a una persecución loca por el Himalaya. El Amo le pregunta al Doctor dónde está Gallifrey, y el Doctor responde que destruido y quemado.
Escondiéndose en un edificio abandonado, el Doctor usa partes del laptop de Martha y las llaves de la TARDIS para crear filtros de percepción, para poder moverse sin que se note su presencia. Les explica parte del pasado del Amo y les cuenta cómo, de niño, el Amo miró dentro del Vórtice del Tiempo y se volvió loco. En un reportaje de televisión, ven que el Amo está planeando revelar el primer contacto de la Tierra al día siguiente con una raza alienígena conocida como los Toclafene. El presidente de los Estados Unidos llega al Reino Unido y pone la operación en manos de UNIT, quitándole el mando al Sr. Saxon y estableciéndolo en el trasbordador aéreo Valiant. El Amo acepta los cambios y sube al Valiant con su mujer. El Doctor, Martha y Jack se teletransportan a bordo con el manipulador del vórtice, y descubre que el Amo ha convertido la TARDIS en una máquina paradoja que está reuniendo energía para activarse en la fecha de ese primer contacto.
El Doctor les dice a Martha y Jack que intenten ponerle sus filtros de percepción al Amo para revelar a la humanidad quién es en realidad. Entran en el puente de mando sin ser vistos, y los primeros cuatro Toclafene aparecen y demandan ver al Amo. El Sr. Saxon se revela a sí mismo como el Amo y ordena a los Toclafene matar al presidente Winters. El Amo también revela que puede ver a través de los filtros de percepción, y usa su propio destornillador láser para matar a Jack y envejecer al Doctor 100 años suspendiendo su capacidad de regenerarse. El Amo está usando tecnología de manipulación genética con ADN que tomó de la mano cortada del Doctor para regenerarse. Jack (una vez más resucitado) le da a Martha su manipulador del vórtice y le dice que salga del Valiant.
El Amo lleva a la familia de Martha al puente de mando mientras la máquina paradoja se activa. Se burla del envejecido Doctor sobre la naturaleza de los Toclafene y su victoria inminente. Entonces, la máquina paradoja se activa, y se abre una enorme falla debajo del Valiant por la que surgen seis mil millones de Toclafanes. El Amo les ordena que maten a la décima parte de la población de la Tierra. Martha se inclina ante el Doctor, y este le susurra algo al oído. Sin poder salvar al Doctor, Jack o su familia, promete que volverá y usa el manipulador del vórtice para escapar. Martha llega a la Tierra y se aleja en la distancia mientras los Toclafane inician una masacre contra la humanidad. El Amo se regodea ante el Doctor sobre la caída de la humanidad, obligándole a mirar su nuevo dominio.

### Continuidad
En este episodio aparece el primer Señor del Tiempo de raza negra en la historia de la serie.
Aunque el Amo de pequeño lleva un traje blanco y negro como los que llevaban los primeros Señores del Tiempo televisados en The War Games (1969), los Señores del Tiempo adultos aparecen con las ropas ceremoniales que debutaron en The Deadly Assassin (1976). Diseñados por el entonces diseñador de la BBC James Acheson antes de su carrera cinematográfica, los enormes y rígidos collares de esos trajes eran el look distintivo de los oficiales de la raza del Doctor. Los collares que aparecen son los originales, prestados por la Exposición de Doctor Who en Blackpool. El sello de Rassilon, otro símbolo gallifreyano muy establecido, aparece aquí por primera vez desde su uso intensivo en Doctor Who: La película (1996).
Cuando se dirige a las cámaras de la prensa al final del episodio, el Amo comienza su discurso con "Gentes de la Tierra, por favor, escuchad con atención". Esto parafrasea parte de un discurso que él dio en el último episodio de Logopolis (1981), que empezaba con "Gentes del universo, por favor, escuchad con atención". El Amo aparece disfrutando un episodio de los Teletubbies, lo que continúa su fascinación con la televisión infantil que ya se vio en The Sea Devils, cuando apareció viendo el programa infantil Clangers. En ambos casos remarcó lo increíble que sería que esos personajes fueran reales. El Amo revela que fue él el responsable de que Tish consiguiera el trabajo para el profesor Lazarus (The Lazarus Experiment) esperando atrapar al Doctor y Martha. Después incorporó esa tecnología de manipulación genética en su nuevo destornillador láser.
El Doctor ya había sido envejecido prematuramente en The Leisure Hive, y en el último episodio de The Daleks' Master Plan. El Doctor hace referencia explícita por primera vez a que él en persona acabó la Guerra del Tiempo, algo que se había mencionado de pasada en El foso de Satán cuando la Bestia llamó al Doctor el "asesino de su propia especie", sugiriendo que él fue el responsable de la destrucción de todos los Señores del Tiempo. Esto es algo que también se menciona en El fin del viaje y El fin del tiempo.

## Producción
En fuentes como Doctor Who Magazine, se trata a los tres últimos episodios de la temporada como una historia conjunta. Sin embargo, Russell T Davies ha dicho que él considera Utopía como una historia paralela, aunque señalando que esta distinción es "arbitraria".
Algunas de las escenas de acción con coches las filmó Freema Agyeman en persona y no un especialista, y se rodaron en Harbour View Road, Penarth. El maquillaje de Tennant en el que envejece 100 años se inspiró en el Primer Doctor, William Hartnell. El sonido de tambores que se usa varias veces en la historia está basado en el ritmo de la sintonía de Doctor Who.